# Tatiana Leskova
Tatiana Yourievna Medem Leskov (en ruso: Лескова, Татьяна Юрьевна; nacida el 6 de diciembre de 1922) es una bailarina y coreógrafa brasileña de origen ruso nacida en Francia.

## Primeros años y educación
Leskova nació en París, Francia, el 6 de diciembre de 1922. Era bisnieta del escritor ruso Nikolái Leskov. Sus padres, Yuri y Elena, eran descendientes de la aristocracia imperial rusa. Huyeron de Rusia tras la revolución de 1917. En 1922 la pareja se trasladó de Venecia a París, donde pronto tuvieron una hija. Su padre trabajaba como traductor y su madre como modelo en la casa de modas de Elsa Schiaparelli. Más tarde, sus padres se divorciaron.
Tatiana estudió en la escuela femenina Princess Paley de Quincy-sous-Sénart. A los nueve años perdió a su madre, que murió de tuberculosis. Su padre decidió que la niña empezara a estudiar ballet. En 1932 conoció a Liubov Yegórova, que no trabajaba con niños pequeños, y aconsejó a Nicolas Kremnev. Tras dominar los fundamentos de la danza clásica gracias a él, Tatiana volvió con Yegorova, con quien estudió hasta los catorce años. En 1937-1938, Tatiana se formó en la compañía de ballet Opéra-Comique, dirigida por Constantin Cherkas. En 1938, formó parte de la nueva compañía de Ygorova, Les Ballets de la Jeunesse.
Invitada por Jean-Louis Vaudoyer, bailó en el escenario de la Comédie-Française en el prólogo de una obra de Molière. En 1939, participó en una velada conmemorativa del décimo aniversario de la muerte de Serguéi Diáguilev en el Pavillon de Marsan.

## Carrera
En 1939, Liubov Txernixeva, maestra de ballet, y Serge Grigoriev, director de los ballets rusos del coronel W. de Basil, la contrataron junto a Geneviève Moulin, los hermanos Tupine y Nina Popova. Actuó con los ballets rusos del coronel W. de Basil en Gran Bretaña, en Australia, y después en Estados Unidos (Los Ángeles y San Francisco). En 1941, debutó en el 51st Street Theater de Nueva York con Balustrade, bajo la dirección de Stravinski y George Balanchine, con quien mantuvo una amistad de por vida. Durante la guerra, también estudió con Boris Knyazev, Yvette Chauviré y Zizi Jeanmaire.
En Buenos Aires, deseaba ingresar en el Teatro Colón para poder trabajar con Balanchine, pero no pudo hacerlo debido a su minoría de edad. En 1945, en Río de Janeiro, a Tatiana y a su amiga Anna Volkova les ofrecen un lucrativo contrato de cuatro meses con el casino Copacabana, que tiene su propio teatro y coreógrafo. Como de Basil se niega a concederles el permiso, ambas abandonan la tropa. En 1950, Leskova es contratada como maestra de ballet, coreógrafa y bailarina del ballet del Teatro Municipal de Río, la compañía clásica más antigua de Brasil, y allí permanece hasta. Trabaja en producciones de ballets del repertorio clásico que se ponen en escena. Coreógrafos invitados como Léonide Massine, Dollar y Harald Lander son invitados a trabajar con la compañía.
Leskova se convirtió en una reconocida especialista en la recuperación de los ballets de Massine, que también retomó su hijo Lorca, aunque su trabajo fue muy criticado por los artistas que trabajaron con Massine. En particular, interpretó ballets del coreógrafo como Les Présages, en la Ópera de París, por invitación de Rudolf Nuréyev, en 1989; Choreartium, en Birmingham en 1991; The Beautiful Danube, También pasa en Inglaterra, donde es premiada, en Estados Unidos y en Holanda.
En 1985-1990, por invitación de Olga Lepeshínskaya, acudió al Teatro Bolshói de Moscú.

## Vida personal
En Buenos Aires, conoció a Luís Honold Reis, aristócrata brasileño, industrial, propietario de minas de carbón en Rio Grande do Sul. Pero fue en Río, en 1944, donde comenzó su relación, a pesar de la juventud de Leskova y de que Luís estaba casado con la francesa Giselle Zucco. Leskova actúa en el Golden Room of the Copacabana Palace.
Leskova vive en Río de Janeiro, en el barrio de Ipanema. Cumplió 100 años en 2022.